# Pitbulls in the Nursery
Pitbulls in the Nursery ist eine Technical-Death-Metal-Band aus Rambouillet, Frankreich, die im Jahre 1997 gegründet wurde.

## Geschichte
Die Band wurde im Jahre 1997 von Panda (Gesang), Simon Thevenet (E-Gitarre), Mathieu  (E-Gitarre), Steven (E-Bass) und Jerry (Schlagzeug) gegründet.
Im Jahre 2001 veröffentlichte die Band das Demo Impact. Stilistisch wird der Klang der Band mit Bands wie Dying Fetus, Atheist und Meshuggah verglichen. Anfangs waren nur 200 Kopien für das Demo vorgesehen, wegen der großen Nachfrage wurden jedoch noch 500 weitere Kopien angefertigt.
In den Jahren 2003 und 2004 absolvierte die Band über 35 Konzerte in ganz Europa und spielte zusammen mit Bands wie Aborted, Gojira, Gronibard, Kaizen, No Return, Yyrkoon, Korum, Klone, Benighted, und Trepalium.
Im Jahre 2006 fand man sich in den Des Milans Recording Studios zusammen und stellte nach dreiwöchiger Arbeit das erste Album Lunatic fertig. Das Album wurde bei Black Lotus Records veröffentlicht und von Jean-Pierre Bouquet produziert.

## Diskografie
- 2001: Impact (Demo)
- 2005: Lunatic (Album, Black Lotus Records)
- 2015: Equanimity (Album, Klonosphère)